# Higashi-ku (Sapporo)
Pour les articles homonymes, voir Higashi-ku.
Higashi (東区, Higashi-ku) est l'un des dix arrondissements de la ville de Sapporo au Japon. Il est situé à l'est de la ville.
En 2015, sa population est de 259 843 habitants pour une superficie de 56,97 km2, ce qui fait une densité de population de 4 560 hab./km2.

## Origine du nom
Higashi-ku signifie littéralement arrondissement de l'est.

## Lieux notables
- Brasserie Sapporo (musée de la bière Sapporo)
- Parc Moerenuma (en)

## Transport publics
L'arrondissement est desservi par la ligne de métro Tōhō.
L'aéroport d'Okadama (en) se trouve dans l'arrondissement.